# Королівство Чорногорія (1941—1944)
Чорногорія існувала як протекторат фашистської Італії, як частина Італійської імперії (1941–1943) і пізніше як маріонеткова держава Нацистської Німеччини (1943–1944). Італійський фашистський режим бачив Чорногорію в майбутньому частиною Великої Італії, яка охоплює все Адріатичне узбережжя на півночі Греції, де місцеве населення буде прирівняне до італійців і колонізація ними сприятиме Італійській владі в Албанії, що нарешті призведе до асиміляції неіталійського населення. У 1943 році фашистський режим в Італії було повалено і німецькі війська окупували Чорногорію. Жодних територіальних змін у Чорногорії не відбулося до кінця війни.

## Історія
Після вторгнення у Югославію нацистської Німеччини і фашистської Італії 6 квітня 1941 року Секула Дрлевич, лідер чорногорських федералістів в Королівстві Югославія, створив Тимчасовий адміністративний комітет Чорногорії, який діяв як колабораціоністський орган фашистської Італії.
Король Італії Віктор Еммануїл III (під впливом своєї дружини королеви Єлени, дочки колишнього короля Чорногорії), створив незалежну Чорногорію проти бажання фашистської Хорватії і албанців (які бажали поділити Чорногорію між собою). Після створення королівства Чорногорія під фашистським контролем Крсто Зрнов Попович повернувся з вигнання в Римі в 1941 і заснував Зеленаші («зелену» партію) задля підтримки незалежної чорногорської монархії. Організовані з зеленашів війська мали назву Ловченські бригади.
Чорногорія була формально королівством, але останній король, онук князя Михайло Петрович-Негош відмовився від корони, заявивши про лояльність по відношенню до свого племінника, молодого короля Петра II з Югославії.
Щодо національних кордонів, то значна частина Санджаку було включена до Незалежної Держави Чорногорії, але тільки на папері. Район Которської затоки (фріул. Cattaro) був приєднаний до далматинської провінції Королівства Італія до вересня 1943 року.
Наприкінці вересня 1943 фашистська Хорватія офіційно займає італійську провінцію Котор (Provincia di Cattaro). Чорногорія опинилась під контролем німецьких військ і розпочалась партизанська війна.
В грудні 1944 року німецькі війська були виведені з Чорногорії і тітовські партизани взяли під контроль район, на цьому скінчилось існування королівства Чорногорія.

## Релігія
Головна релігія в Чорногорії  сербське православ'я, хоч також є значне мусульманське населення.

## Мапи

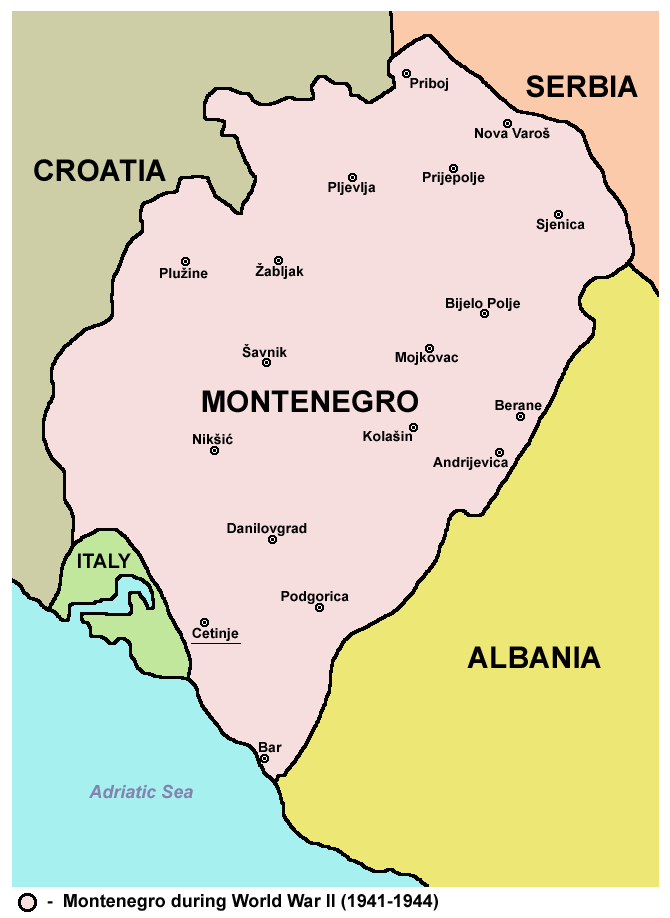
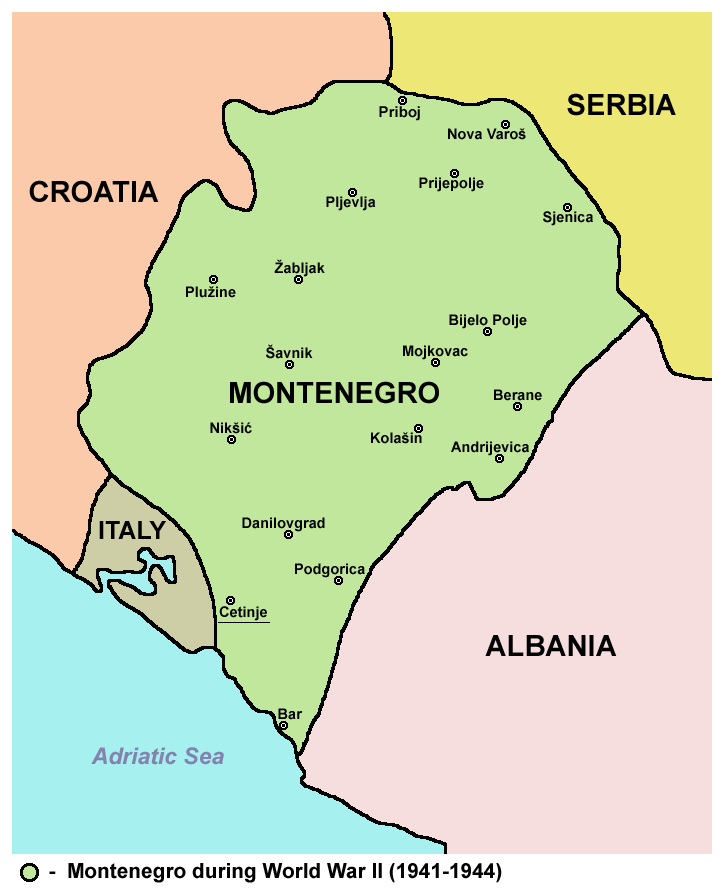